# 南崇臣
南 崇臣（みなみ たかおみ）は、鹿児島放送 (KKB) のアナウンサー。鹿児島県鹿児島市出身。

## 来歴
早稲田大学教育学部を卒業後、2001年にサガテレビ (STS) に入社。同局では、アナウンサーをしながら報道記者も務めていた。入社からしばらくの間は立石 崇臣（たていし たかおみ）名義で活動していたが、同局在籍中に南姓に改名した。
唐津くんちでレポートする男性アナウンサーは途中で酔っ払ってレポート不可能になるのだが、初めて最後までレポートを出来た。
サガテレビに5年間勤務した後、2006年7月に鹿児島放送へ移籍した。

## 担当番組
☆は現在出演している番組・業務

### サガテレビ
- STSスーパーニュース[2]
- ばんせん[2]
- かちかちワイド[6]

### 鹿児島放送
- かごしまEチャンネル[1] - キャスター、ナレーター[7]
- KKBスーパーJチャンネル[1] - キャスター、ニュースデスク[8]
- News+おやっと![9] - ニュースデスク☆
- ANNニュース -  昼、鹿児島ローカル枠☆